# Cool Reader
 (avril 2022).
Si vous disposez d'ouvrages ou d'articles de référence ou si vous connaissez des sites web de qualité traitant du thème abordé ici, merci de compléter l'article en donnant les références utiles à sa vérifiabilité et en les liant à la section « Notes et références ».
Cool Reader est un lecteur libre de livres numériques sous licence GPL v2 disponible pour Windows 32 bits, GNU/Linux et Android développé par Vadim Lopatim.

## Formats gérés
Cool Reader permet de lire les livres numériques aux formats :
- FB2
- CHM
- DOC
- EPUB sans DRM
- HTML
- PRC/MOBI sans DRM
- PDB (Palm DataBase)
- RTF
- TCR
- TXT